# William James Pirrie
William James Pirrie, född 31 maj 1847 i Québec, död 6 juni 1924 i Sydamerika, var en ledande irländsk skeppsbyggare och affärsman.

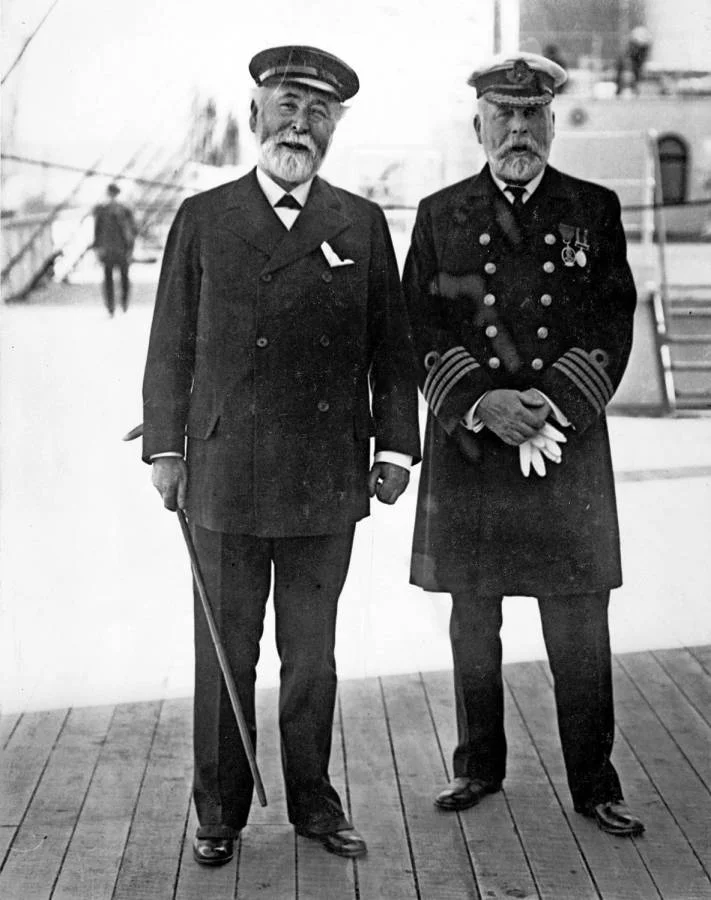
Pirrie och kapten Edward Smith

Han föddes i Québec, Kanada som son till irländska föräldrar, men han fördes tillbaka till Irland när han var två år gammal och kom att tillbringa sin barndom på Conlig, Down. Pirrie utbildade sig vid Royal Belfast Academical Institution, innan han senare skulle bli antagen som lärling hos skeppsvarvet Harland and Wolff året 1862. Tolv år därefter blev han delägare i företaget, för att senare utnämnas som ordförande år 1895. Denna post skulle han inneha fram till sin död 1924. Pirrie är främst känd för att vara en av de personer som låg bakom byggandet av det kända fartyget RMS Titanic.
William var morbror till Thomas Andrews, som var fartygskonstruktör till fartyget Titanic.